# Родригес, Фелипе
Фели́пе Родри́гес дос Са́нтос (порт.-браз. Felipe Rodrigues dos Santos; род. 31 октября 1995, Сан-Паулу) — бразильский футболист, защитник.

## Биография
Родился в Сан-Паулу. Юношескую карьеру завершил в «Паулисте». На взрослом уровне начал карьеру в составе «Диадемы» в сезоне 2013. За первую команду клуба дебютировал 5 марта 2014 в перерыве проигранного (1:2) выездного поединка Лиги Паулисты против «Оэсте»; тринадцать дней спустя отличился первым голом во взрослой команде, отличился первым голом в ничейном (4:4) поединке против «Можи-Мирин».
10 декабря 2015 подписал контракт с «Одакс». Оставался резервным игроком, появился в восьми матчах Лиги Паулисты 2016, а 21 февраля отметился голым ударом бисеклетой против «Агуа Санта».
После установления партнерства с «Одаксом», выступал в аренде за «Оэсте» в Серии В 2016 году.
25 мая 2017 арендован на один год «Сантосом», где сначала был переведен во вторую команду.
8 января 2018 года отдан в аренду на один год другому клубу высшего дивизиона, «Спорт Ресифи».
3 июля 2018 года отправился в аренду до конца сезона в клуб Серии B «Гуарани (Кампинас)».
В середине июля 2022 подписал 2-летний контракт с «Ворсклой». В футболке полтавского клуба дебютировал 21 июля 2022 в победном (3:2) домашнем поединке второго квалификационного раунда Лиги конференций против «АИКа». Фелипе вышел на поле на 88-й минуте, заменив Венсана Тилля.

## Достижения
«Ворскла»
- Финалист Кубка Украины: 2023/24